# Tetramicra pratensis
Tetramicra pratensis är en orkidéart som först beskrevs av Heinrich Gustav Reichenbach, och fick sitt nu gällande namn av Robert Allen Rolfe. Tetramicra pratensis ingår i släktet Tetramicra och familjen orkidéer. Inga underarter finns listade i Catalogue of Life.